# تراستیکووو (استان وارنا)
تراستیکووو (به بلغاری: Trastikovo) یک منطقهٔ مسکونی در بلغارستان است که در شهرستان آورن واقع شده‌است.